# Уайтед (тауншип, Миннесота)
Уайтед (англ. Whited) — тауншип в округе Канейбек, Миннесота, США. На 2000 год его население составило 808 человек.

## География
По данным Бюро переписи населения США площадь тауншипа составляет 79,4 км², из которых 78,9 км² занимает суша, а 0,4 км² — вода (0,55 %).

## Демография
По данным переписи населения 2000 года здесь находились 808 человек, 300 домохозяйств и 233 семьи.  Плотность населения —  10,2 чел./км².  На территории тауншипа расположено 363 постройки со средней плотностью 4,6 построек на один квадратный километр.
Из 300 домохозяйств в 37,7 % воспитывались дети до 18 лет, в 64,7 % проживали супружеские пары, в 8,0 % проживали незамужние женщины и в 22,3 % домохозяйств проживали несемейные люди. 19,7 % домохозяйств состояли из одного человека, при том 4,7 % из — одиноких пожилых людей старше 65 лет. Средний размер домохозяйства — 2,69, а семьи — 3,02 человека.
28,1 % населения — младше 18 лет, 6,1 % — в возрасте от 18 до 24 лет, 29,3 % — от 25 до 44, 27,4 % — от 45 до 64, и 9,2 % — старше 65 лет. Средний возраст — 38 лет. На каждые 100 женщин приходилось 103,0 мужчин.  На каждые 100 женщин старше 18 приходилось 113,6 мужчин.
Средний годовой доход домохозяйства составлял 42 708 долларов, а средний годовой доход семьи —  43 594 доллара. Средний доход мужчин —  35 156  долларов, в то время как у женщин — 22 891. Доход на душу населения составил 17 129 долларов. За чертой бедности находились 4,8 % семей и 6,9 % всего населения тауншипа, из которых 5,7 % младше 18 и 5,1 % старше 65 лет.